# Øpir

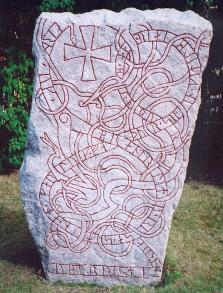
Runenstein U Fv1976 107 von Øpir

Øpir oder Öpir (runisch: ybir, ybiR, ubir) war ein schwedischer Runenmeister der späten Wikingerzeit in der zweiten Hälfte des 11. Jahrhunderts. Er ist der produktivste Meister seiner Zeit. Mit seinem Namen sind zahlreiche Inschriften und Reliefe auf Runensteinen in den Provinzen Uppland, Södermanland und Gästrikland signiert.

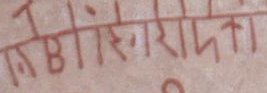
Øpirs Signatur auf U 1072

Zu seiner Identität und Herkunft werden in der Forschung verschiedene Annahmen diskutiert. Gegenstand der Diskussion sind künstlerische Gestaltung der gravierten Bilder und Ornamentik, die Gravurtechnik, die Signatur und das verwendete Wortmaterial der Texte sowie deren Orthographie. Die Identität mit dem russischen Popen „Upir’ Lichoj“ wird nicht mehr angenommen, da nicht nur der Name als altschwedisch und somit als nordisch erwiesen ist. In der neueren Forschung wird die Frage erörtert, ob es sich bei Øpir um einen einzelnen Meister handelt oder ob er eine Schule gründete, deren Schüler unter Verwendung seiner Signatur und künstlerischen Gesamtleitung Steine fertigten. Nach der Datierung Gräslunds fallen die Werke in das letzte Drittel des 11. Jahrhunderts in die Jahre von 1070 bis 1100.